# Église supérieure de la basilique Saint-François d'Assise
L'église supérieure de la basilique Saint-François d'Assise est l'une des deux structures qui composent la basilique Saint-François à Assise, en Ombrie, avec l'église inférieure. Les deux églises, réunies sous le même nom de basilique, sont inscrites depuis 2000 au Patrimoine mondial de l'UNESCO.
Elle est accessible depuis l'esplanade supérieure de la basilique.

## Histoire
La basilique est commencée en 1228 par Grégoire IX et achevée en 1253 par Innocent IV, avec la contribution des meilleurs architectes, décorateurs et peintres de l'époque.
La basilique supérieure, qui a joué un rôle important dans la diffusion du gothique en Italie, a été conçue pour devenir une destination de pèlerinage et de dévotion populaire. Son deuxième intérêt est plus étroitement lié à la papauté, qui voit désormais les franciscains comme des alliés pour renforcer ses liens avec les classes les plus humbles. Les papes financent et veillent personnellement à l'avancement des travaux, à tel point, que Saint-François devint une sorte de « chapelle palatine » papale, qui rappelle sans surprise la Sainte-Chapelle de Paris, où deux églises sont superposées pour ne constituer qu'un seul édifice.
La structure, assez simple au départ, a été modifiée presque immédiatement pour adopter des lignes plus majestueuses, en partie inspirées de l'architecture romane lombarde, avec des suggestions gothiques innovantes provenant des bâtiments construits par l'ordre cistercien.
Le tremblement de terre du 26 septembre 1997 a causé de profonds dommages à la basilique supérieure, avec l'effondrement de la voûte à deux endroits (qui a causé la mort de quatre personnes commémorée par une inscription dans le sol à l'entrée de la basilique) et d'importants dommages au tympan sud du transept : 130 mètres carrés de fresques médiévales ont été réduits en fragments. La basilique a été fermée pendant deux ans pour permettre les travaux de restauration. Le tremblement de terre a provoqué l'effondrement d'une partie des fresques de la voûte de la première travée dont :  le Saint Jérôme (attribué par certains au jeune Giotto), où étaient représentés les quatre docteurs de l'Église, la figure de saint Matthieu, sur la voûte représentant les quatre évangélistes de Cimabue, ainsi que la voûte étoilée, repeinte au XIXe siècle.

## Architecture

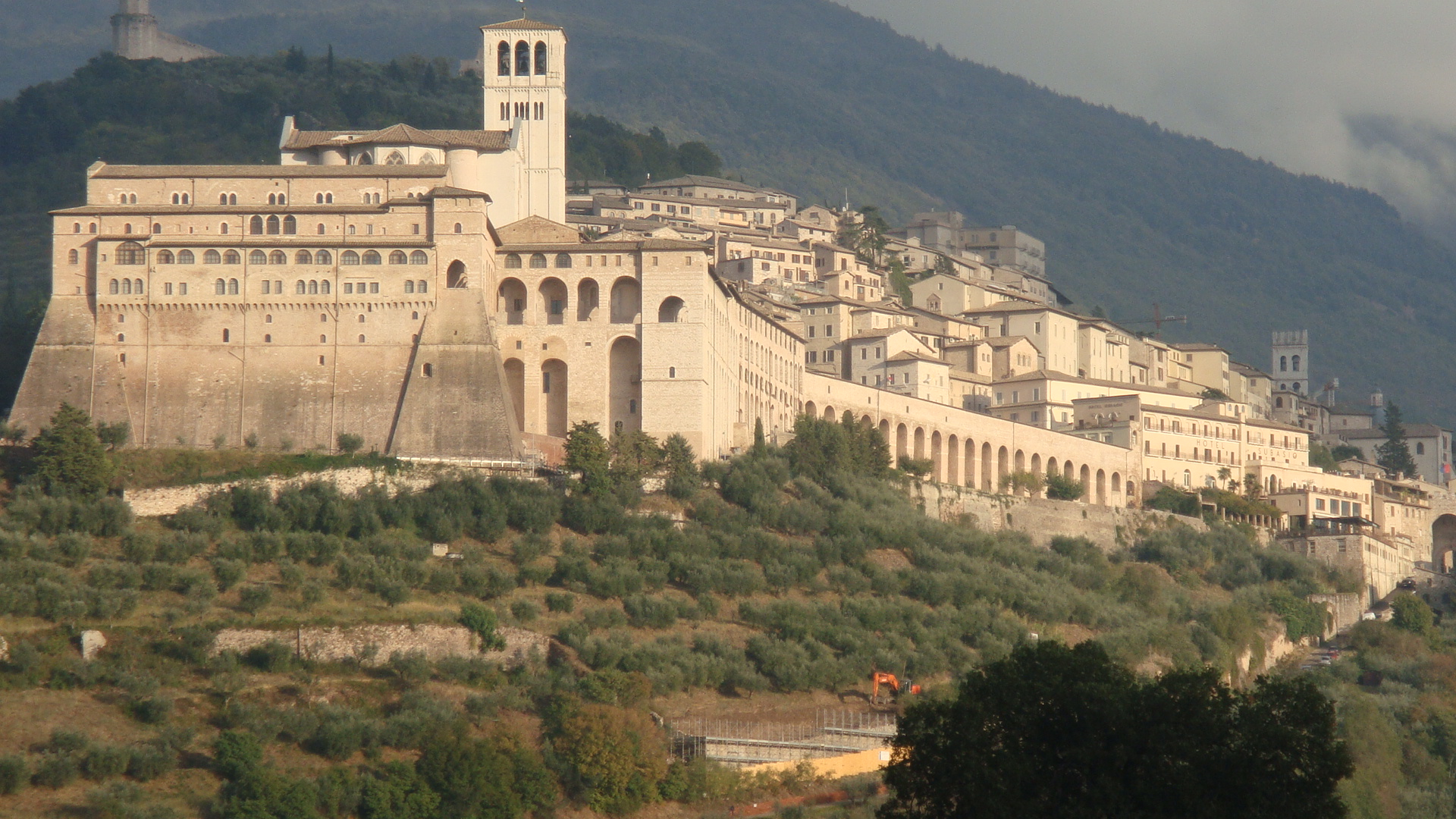
La basilique, vue de l'arrière.

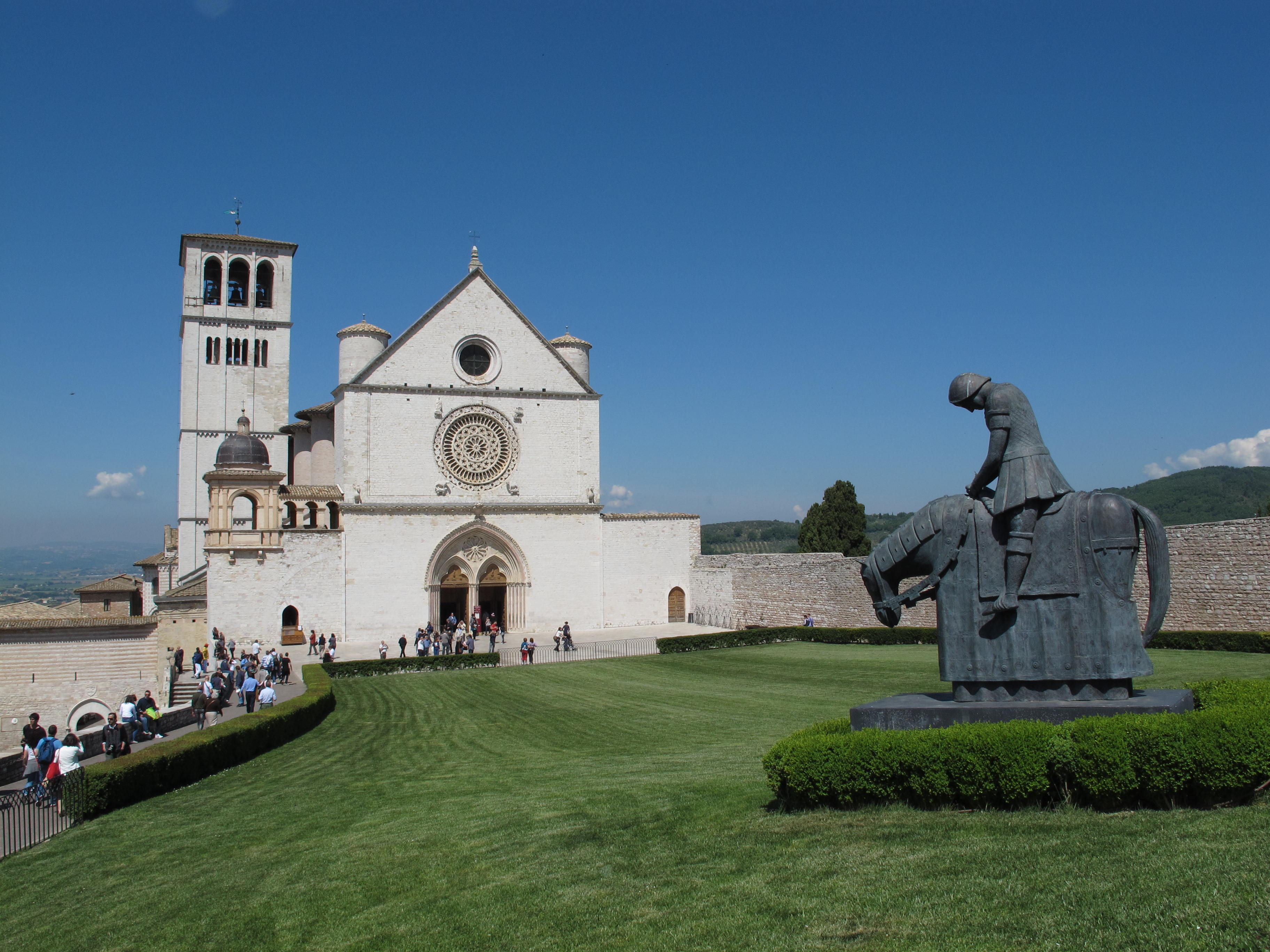
Entrée de la basilique Saint François d'Assise.

### Extérieur
L'extérieur, avec sa relative simplicité romane et quelques éléments gothiques tels que le portail pointu et les arcs-boutants, est différent de l'intérieur, dans lequel prédominent des formes gothiques polychromes et élancées. La nef est divisée en quatre travées avec transept et abside ; elle est couverte d'un toit à croisée d'ogives. Une galerie étroite court tout autour des murs. L'église supérieure est éclairée par de grandes fenêtres gothiques qui parcourent toute la partie supérieure de la nef et de l'abside, auxquelles s'ajoute la lumière qui entre par la rosace de la façade.
La façade a des formes très simple. Elle est composée de trois corniches à corbeau couronnées par un tympan triangulaire. Le portail est jumelé et la rosace est double, décorée d'incrustations cosmatesques avec, entre les reliefs, des symboles des évangélistes.
À gauche de la façade, l'extension de la loggia delle Benedizioni, a été conçue par Valentino Martelli à partir de 1607.

### Intérieur

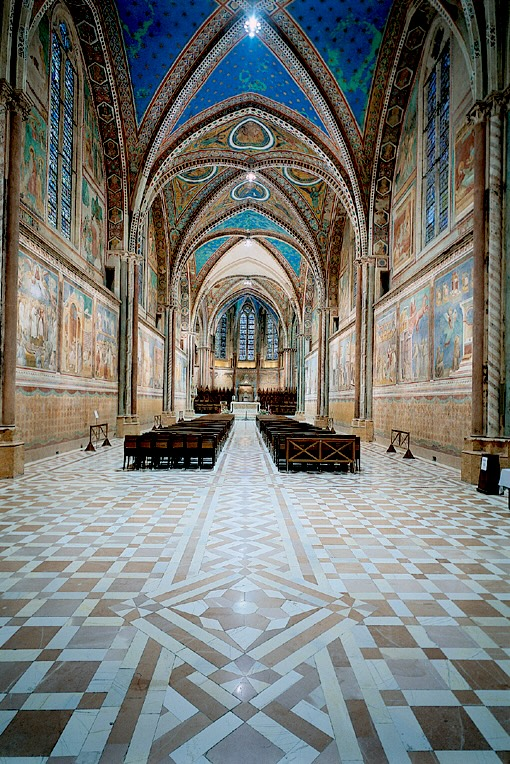
Intérieur: nef de l'église supérieure, vue vers le transept en lumière naturelle.

L'intérieur se caractérise par une seule nef avec quatre travées, plus un presbytère composé de trois travées irrégulières et d'une abside polygonale. Les voûtes à croisée d'ogives sont soutenues par des piliers en polystyle composés de petites colonnes sur lesquelles les nervures sont importées de manière organique. À une certaine hauteur, les murs se rétractent, laissant place à une galerie qui fait le tour de la nef, s'élève dans l'envers de la façade à l'étage, sous la rosace et passe, dans le presbytère, sous des arcs en trèfle.
L'espace de l'église est vaste et fuselé, avec une combinaison recherchée des structures murales et de l'appareil décoratif. Les grandes fenêtres des travées, la rosace et les vitraux du transept garantissent un éclairage important d'influence nordique, qui contraste avec la faible lumière de la basilique inférieure.

## Le cycle des fresques
Les murs intérieurs de l'église ont été entièrement recouverts de fresques selon un programme iconographique organique basé sur la correspondance entre les histoires de l'Ancien, du Nouveau Testament et les Actes des Apôtres, conformément aux Histoires de saint François, en phase avec l'interprétation donnée par Bonaventure de Bagnoregio.

### Chœur

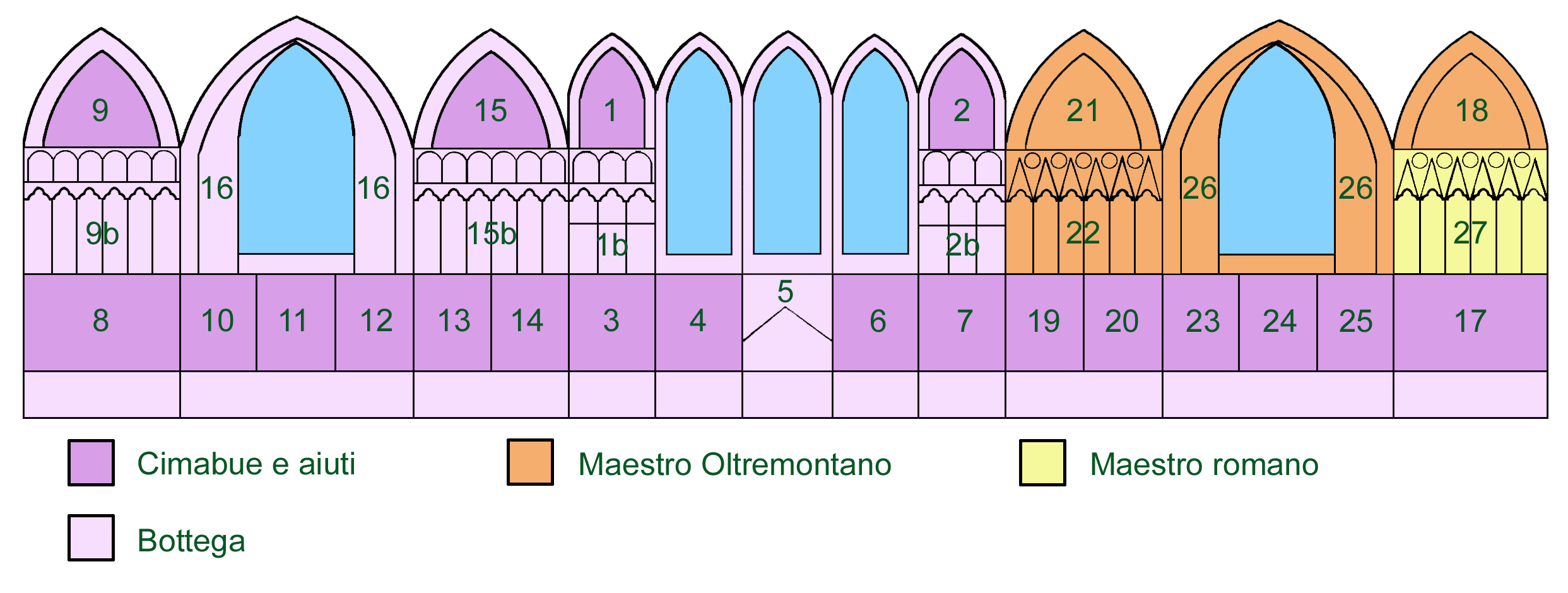
Schéma des fresques du presbytère.

#### Cimabue et son atelier

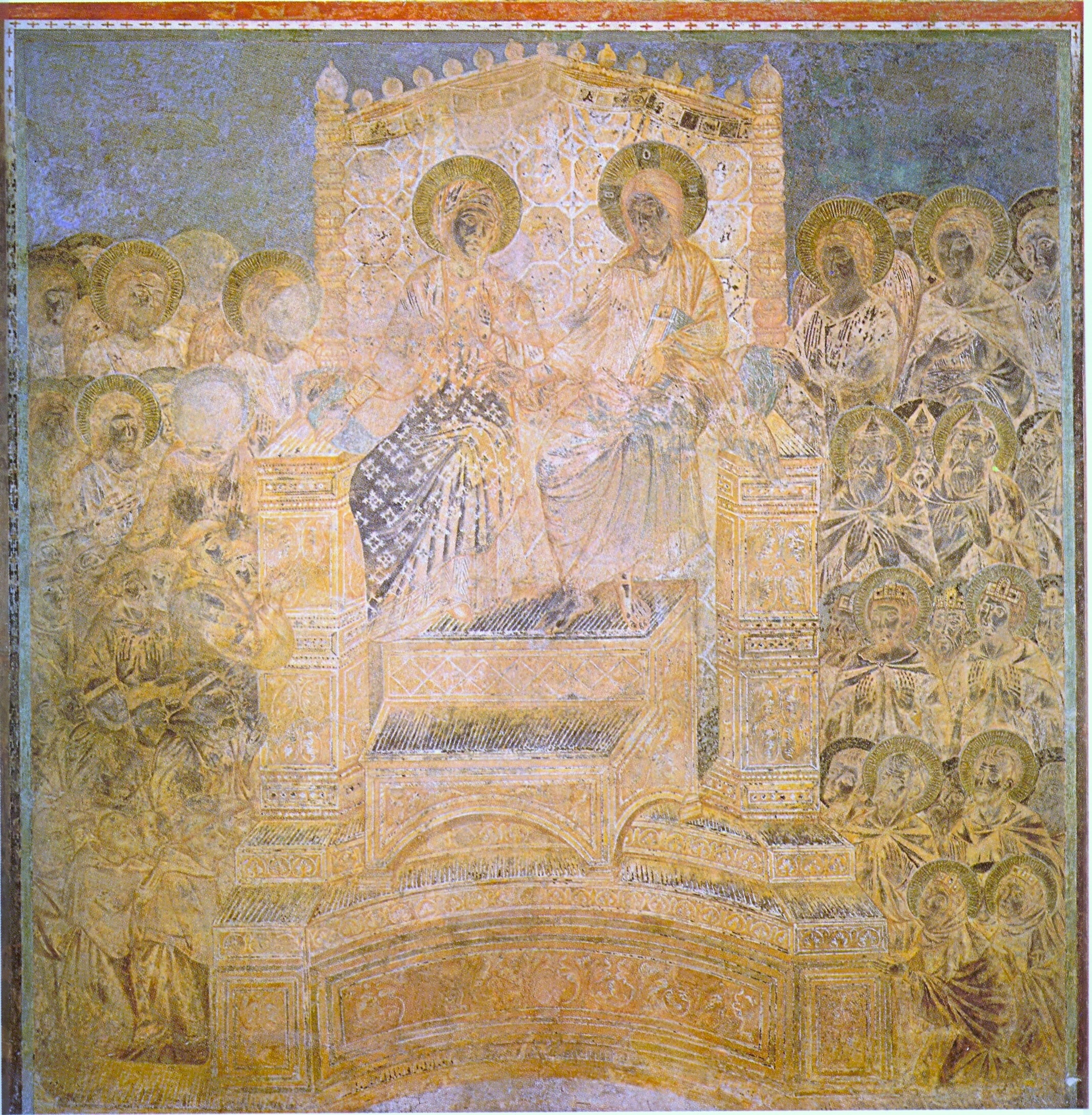
Cimabue, Le Christ et la Vierge en gloire.

Les premières fresques de la basilique ont été réalisées par le meilleur maître disponible à l'époque en Italie, Cimabue, qui y travaille probablement en 1288-1292 avec son atelier. L'arrivée de Cimabue à Assise marque l'entrée des artistes florentins dans la prestigieuse commission papale. Le choix du maître est certainement dicté par la renommée qu'il a acquise à Rome en 1272 (même si ses œuvres de l'époque romaine ne sont pas connues aujourd'hui) ou par la belle Maestà qu'il a peinte précédemment dans l'église inférieure.
Ces scènes, les principales de la peinture pré-Giotto en Italie, sont de nos jours en mauvais état de conservation. Déjà à l'époque de Vasari, elles sont « consommés par le temps et la poussière », et aujourd'hui elles sont pour la plupart détruites ou altérés par la dégénérescence chimique des blancs due à l'utilisation de la céruse (carbonate de plomb mélangé à de l'hydroxyde de plomb) dans la technique de fresque, avec pour résultat que dans de nombreuses scènes, les tons autrefois clairs apparaissent aujourd'hui sombres, comme dans un film négatif. Cependant, il demeure exceptionnel que ces fresques nous soient parvenues et n'aient pas été refaites ou recouvertes. Une partie des scènes du transept et de l'abside est également aujourd'hui couverte par les cuspides du chœur du XVe siècle, qui cachent environ un tiers des scènes de la partie inférieure.
Les scènes sont encadrées par des bandes décoratives avec des motifs géométriques, des racèmes, des feuillages et aussi, des têtes d'anges, des chérubins, des télamons avec des vases, des masques et des vieillards. Ces motifs se propagent également sur les côtes et, en général, sont en meilleur état que les principales scènes figuratives. La travée centrale est décorée par les Quatre Évangélistes (93), tandis que les autres travées ont un simple ciel étoilé.
Le cycle des murs peut être lu depuis l'abside, où se trouvent les Histoires de Marie :
1. Annonce à Joachim et son offrande (lunette de gauche à côté de la fenêtre)
  - Madone entre deux anges (galerie sous la lunette gauche, atelier de Cimabue)
2. Nativité et mariage de la Vierge (lunette droite à côté du vitrail) 
  - Vierge à l'Enfant, Vierge lisant, saint frappant un bois (galerie sous la lunette droite, atelier de Cimabue)
3. Mort de la Vierge
4. Dormitio Virginis
5. Deux clipeus avec des bustes de saints de chaque côté de la chaise papale au centre de l'abside, déjà identifiés comme Grégoire IX et Innocent IV (atelier de Cimabue)
6. Assomption de la Vierge
7. Le Christ et la Vierge en gloire

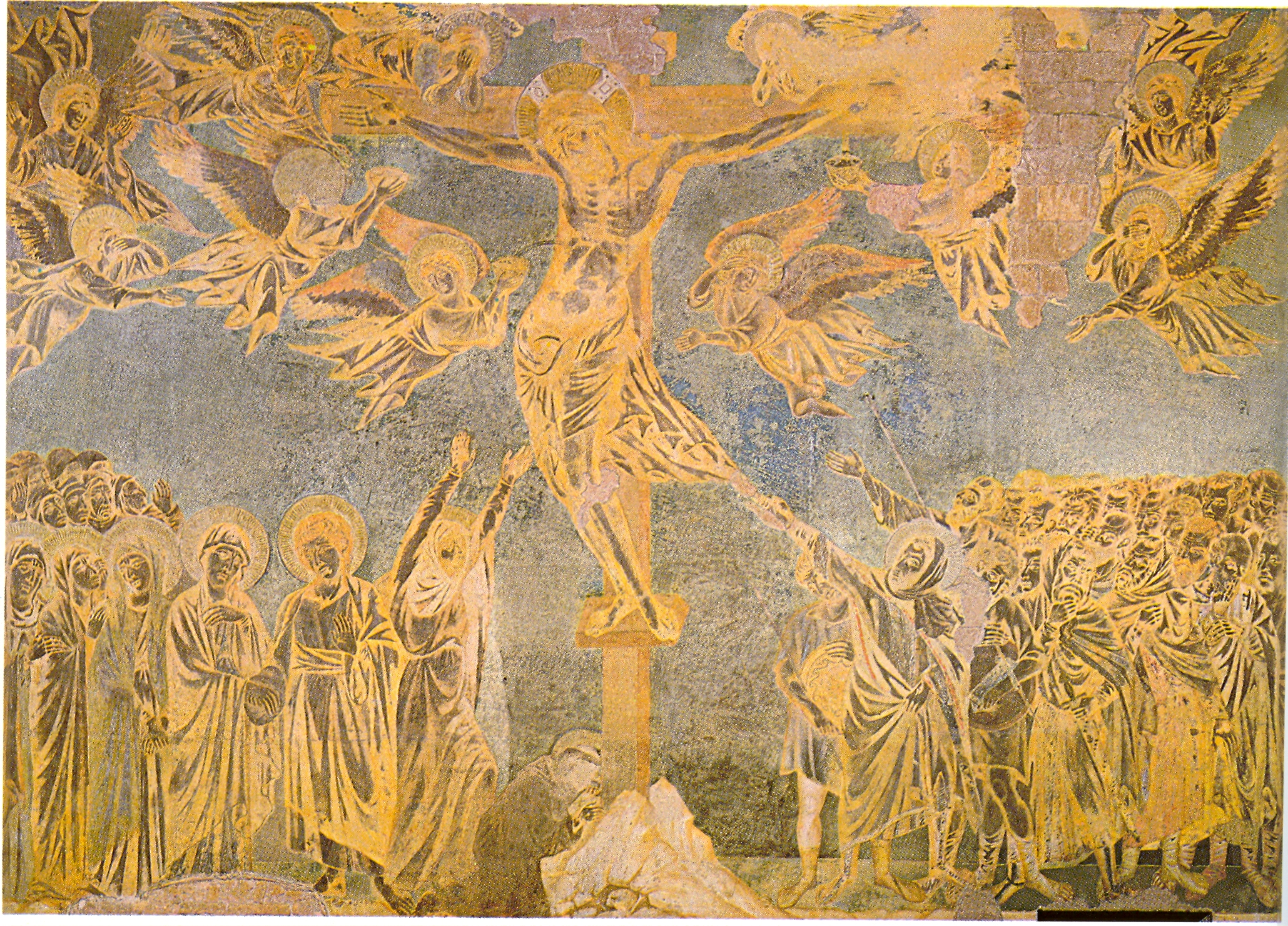
La Crucifixion du transept gauche

Dans le transept gauche se trouve la première des deux grandes Crucifixions et les Histoires de l'Apocalypse :
1. Crucifixion
2. Christ en gloire (lunette)
3. Vision du trône et livre des sept sceaux
4. Vision des anges aux quatre coins de la terre
5. Christ apocalyptique
6. Chute de Babylone
7. Saint Jean et l'Ange
8. Saint Michel et le Dragon (lunette)
9. Anges de pleine figure (très abîmés, sur les côtés du quadriflore de la lunette au début du transept)

Dans le transept droit, une autre Crucifixion et les Histoires des saints Pierre et Paul :
1. Crucifixion
2. Transfiguration (attribuée au Maestro Oltremontano )
3. Saint Pierre guérit l'infirme
4. Saint Pierre guérit les malades et libère les possédés
5. Saint Luc à genoux près d'un trône (attribué au Maestro Oltremontano )
6. Chute de Simon Magus
7. Crucifiement de saint Pierre
8. Décapitation de saint Paul
9. Anges de pleine figure (très abîmés, sur les côtés du quadrifore de la lunette en tête du transept)

Les scènes sont divisées par des bandes avec des éléments végétaux dans lesquels sont placés des bustes d'anges ; la base de l'ensemble du transept, où elle n'est pas recouverte par le chœur, dévoile une bande avec des cercles et d'autres motifs géométriques, qui simule un mur de rideaux en tissus.
Les différents thèmes du transept, de l'abside et de la nef sont reliés entre eux par le thème des Évangiles, représentés par les quatre Évangélistes, chacun d'eux en train d'écrire, inspiré par un ange, face à la vue de la région qu'il a évangélisée: Matthieu, Judée ; Jean, Asie ; Luc, Grèce ; Marc, Italie.
La scène la plus intéressante est celle de la Crucifixion dans le transept gauche, où, dans la partie inférieure, les nombreuses figures aux gestes déchirants font converger les lignes de force vers le crucifix, autour duquel volent des anges. Le drame presque pathétique de la scène représentée est considéré comme l'aboutissement de la réflexion franciscaine sur le thème de la Croix au sens dramatique.

#### Maestro Oltremontano et maître romain

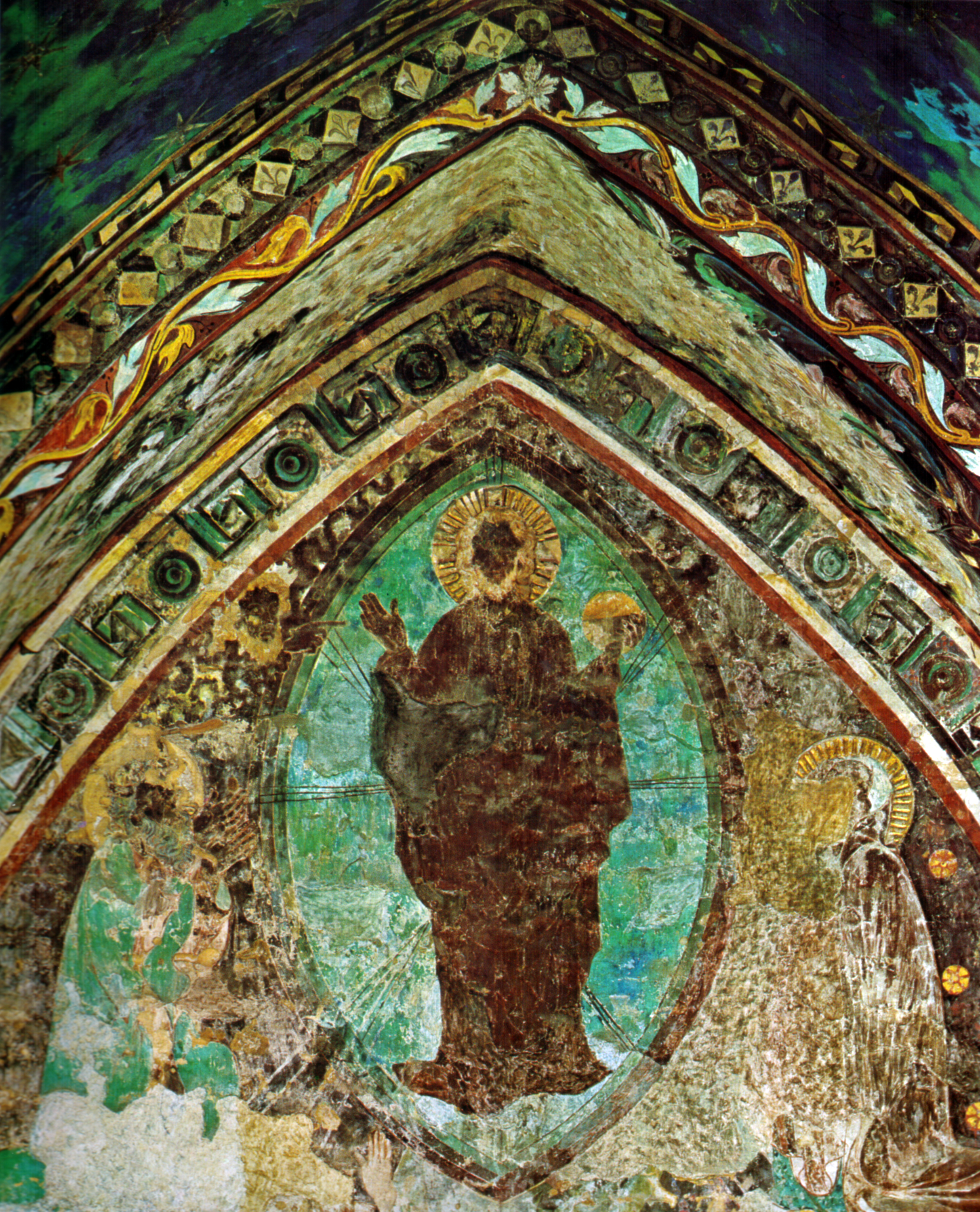
Maestro Oltremontano, Transfiguration (détail).

Un maître plus nettement gothique, peut-être français ou anglais, travaille plus ou moins en même temps que Cimabue, au début du transept nord, d'où son nom de Maestro Oltremontano. Ses peintures sont situées dans les sections du mur à côté de la fenêtre et comprennent les Prophètes Isaïe et David (26), dans les deux lunette avec la Transfiguration (18) et Saint Luc à genoux près d'un trône (21), dans la galerie gauche (22), tandis que grandes figures de saints et de prophètes sont représentés derrière les petites colonnes, avec des bustes d'anges dans des clipeus. Les motifs décoratifs végétaux et géométriques sont présents dans les arcs des lunettes, le vitrail et les nervures. De plus, certains lui attribuent les bandes décoratives de la voûte, notamment les masques à proximité des greffons sur les piliers. La galerie droite (27) est plutôt attribuée à un maître romain.
La particularité de ces fresques réside dans leur goût résolument gothique, à une époque où, en Italie, celui-ci commence à peine à prendre racine dans l'architecture. Le profil des cuspides et les petits pinacles dessinés au-dessus des arcs trilobés de la galerie est en soi une adhésion évidente à la culture gothique, tout comme la linéarité des figures, les volumes en plans résolument aplatis, la couleur résonnante, intense et bleue. La différenciation abrupte des personnages, ou le dialogue que l'mage établit avec les éléments architecturaux, diffère alors du goût classico-byzantin.
Cimabue lui-même s'est montré intéressé par ces gothicismes, s'en inspirant notamment dans les motifs des bandes décoratives, ainsi que par une certaine ampleur et fluidité du dessin.

### Nef

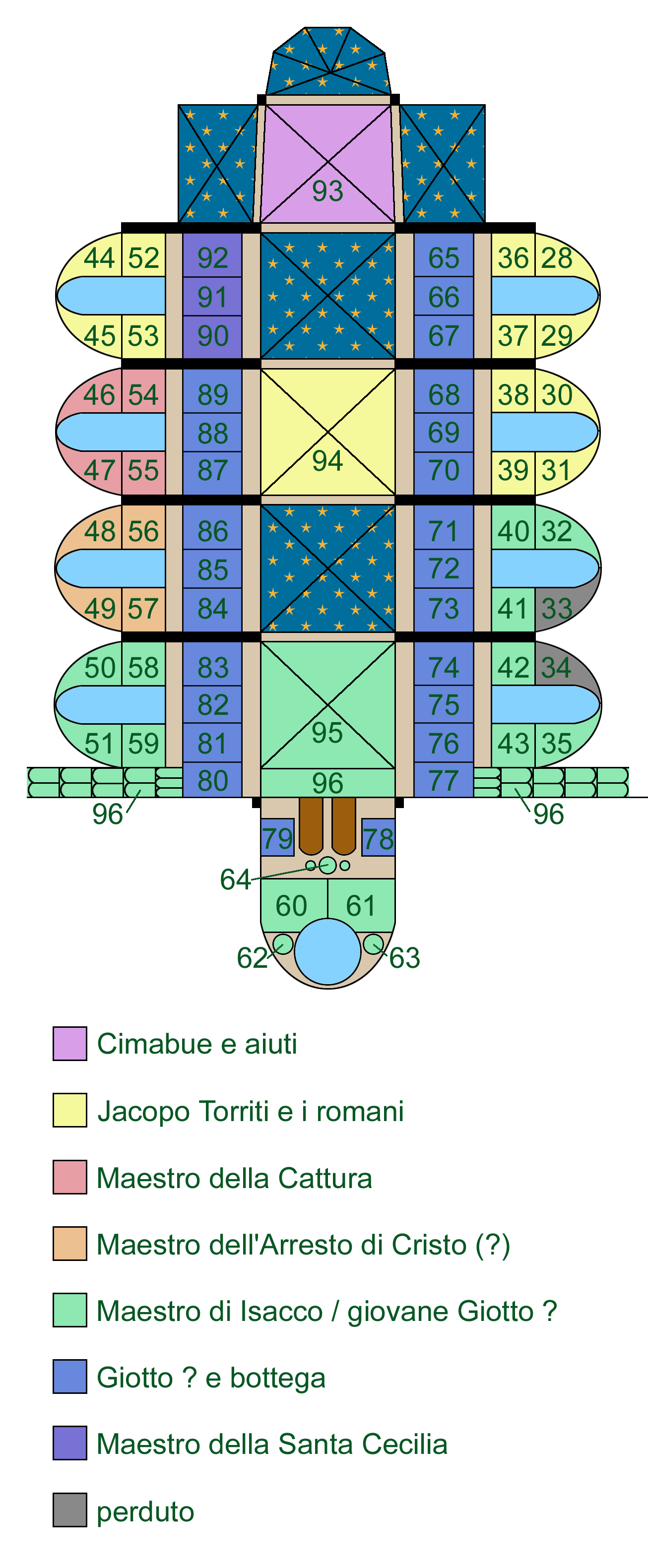
Schéma des fresques de la nef et des voûtes de l'église supérieure.

Le programme iconographique de la nef principale a probablement été conçu par Matteo d'Acquasparta, général des franciscains entre 1287 et 1289 : les Histoires de l'Ancien et du Nouveau Testament sont disposées dans le registre supérieur, à côté des fenêtres, tandis que celui inférieur, plus clair et plus proche des fidèles, est occupée par les Histoires de saint François .
Dans la partie supérieure, les scènes sont lues sur le mur, d'abord à droite puis à gauche, et par registre, de la scène la plus proche de l'autel vers celle du mur d'entrée, où elles se terminent.
Le registre supérieur montre les Histoires de l'Ancien Testament, avec deux scènes par baie ; de nombreuses scènes sont très dégradées et en grande partie perdues.
Sur le mur droit se trouvent :
1. Séparation de la lumière et des ténèbres (Jacopo Torriti)
2. Création d'Adam (très usé, attr. à Jacopo Torriti)
3. Création d'Ève ( Maestro della Cattura)
4. Péché originel (endommagé, attr. à Jacopo Torriti)
5. Expulsion du paradis (maître romain)
6. Lunette illisible, peut-être le Travail des ancêtres
7. Lunette illisible, peut-être le Sacrifice de Caïn et Abel
8. Assassinat d'Abel (fragments seulement, Maestro d'Isacco)

Le registre médian suit avec:
1. Construction de l'arche (Jacopo Torriti)
2. Déluge universel (seulement des fragments, attr. à Jacopo Torriti)
3. Sacrifice d'Isaac (Jacopo Torriti)
4. Abraham visité par les anges (seuls les anges dont conservés, Jacopo Torriti)
5. Bénédiction d'Isaac à Jacob (Maestro d'Isacco)
6. Isaac repousse Ésaü (Maestro d'Isacco)
7. Joseph descendu dans le puits (altéré, att. à Maestro d'Isacco)
8. Découverte de la coupe volée dans le sac de Benjamin (altéré, Maestro d'Isacco)

Sur le mur de gauche, dans le registre le plus élevé :
1. Annonciation (très endommagée, Jacopo Torriti)
2. Visitation (fragments seulement, Jacopo Torriti)
3. Nativité (Maestro della Cattura)
4. Adoration des mages (fragments seulement, Maestro della Cattura )
5. Présentation au temple
6. Fuite en Égypte (presque perdu)
7. Dispute avec les Docteurs (seul Jésus reste, att. à un maître romain ou par le jeune Giotto)
8. Baptême du Christ (jeune Giotto ou Pietro Cavallini)

Dans le registre dessous :
1. Noces de Cana (Jacopo Torriti)
2. Résurrection de Lazare (Jacopo Torriti)
3. Capture du Christ (Maestro della Cattura)
4. Christ se moquant (endommagé, maître romain? )
5. Chemin du Calvaire (Maestro dell'Andata al Calvario)
6. Crucifixion (endommagée, Maestro dell'Andata al Calvario)
7. Déposition de la croix (jeune Giotto)
8. Résurrection (jeune Giotto)

Enfin, sur l'envers de la façade :
1. Ascension (jeune Giotto)
2. Pentecôte (jeune Giotto)
3. Tondo de saint Pierre (jeune Giotto)
4. Tondo de saint Paul (jeune Giotto)
5. Madonna col Bambino ridente (jeune Giotto)

#### Jacopo Torriti et les Romains

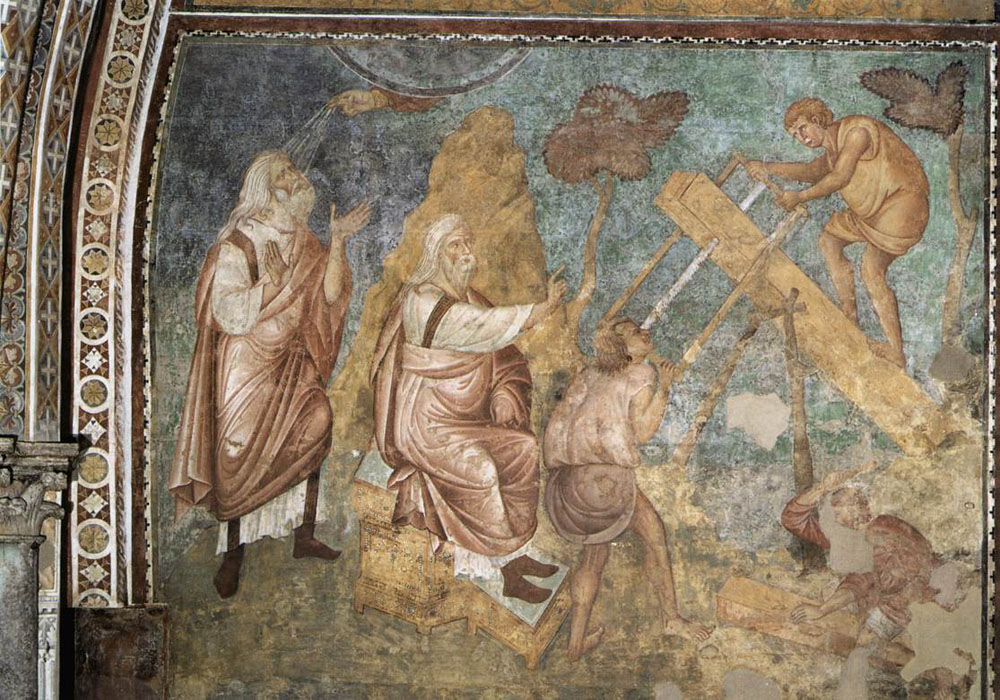
Jacopo Torriti, Construction de l'arche.

Après l'achèvement du transept, la nef a commencé à être peinte avec les Histoires de l'Ancien Testament qui sont situées dans le registre le plus élevé près des fenêtres. Le registre supérieur du côté nord commence par les Histoires de la création, de la création du monde au meurtre d'Abel. Avec les Histoires de Noé commence le cycle d'une « nouvelle humanité » qui est associé à des épisodes liés aux patriarches Abraham, Jacob et Joseph .
Des peintres romains ont été appelés pour cette partie de l'ouvrage, parmi lesquels Jacopo Torriti, actif dans le dernier quart du XIIIe siècle, et Filippo Rusuti se démarquent.
Torriti, avec différents aides, décore la partie supérieure de la première baie (celle la plus proche de l'autel) et la voûte de la seconde, après quoi il est rappelé à Rome pour superviser d'autres chantiers papaux.
Le style « romain » montre un héritage plus marqué envers les modèles classiques et paléochrétiens, avec des personnages solennels et courtois d'un goût très raffiné. Dans la Voûte des intercesseurs (94), Torriti insère le motif traditionnel des anges soutenant les clipeus avec des figures de la Vierge, du Rédempteur, de saint Jean et de saint François.

#### Maestro della Cattura

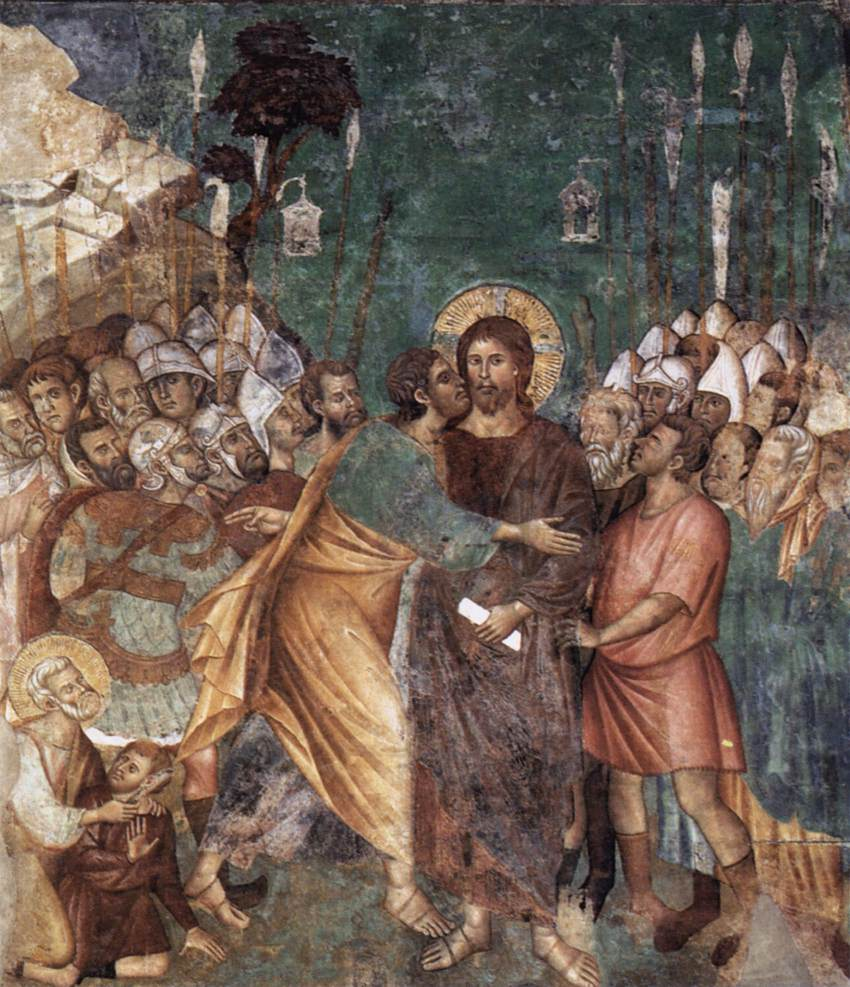
La Capture du Christ par le Maestro della Cattura.

L'artiste qui a peint le registre supérieur de la deuxième travée et qui est génériquement appelé le Maestro della Cattura n'a pas été identifié. Il s'agit probablement d'un peintre formé à  Assise, comme son style semble le suggérer, qui se positionne entre la spatialité de Cimabue et le dessin classique de Torriti.
Les peintures sont inscrites dans des carrés encadrés de bandes géométriques, comme s'il s'agissait de peintures accrochées à un mur décoré. Ce motif, présent par exemple dans les décors de la Sancta Sanctorum à Rome, fait également penser à un artiste de formation romaine. Ce schéma est révolutionné dans le registre inférieure par Giotto (ou du moins par le Maître des histoires de saint François, que certains historiens ne confondent pas avec le peintre florentin).

#### Maestro d'Isacco

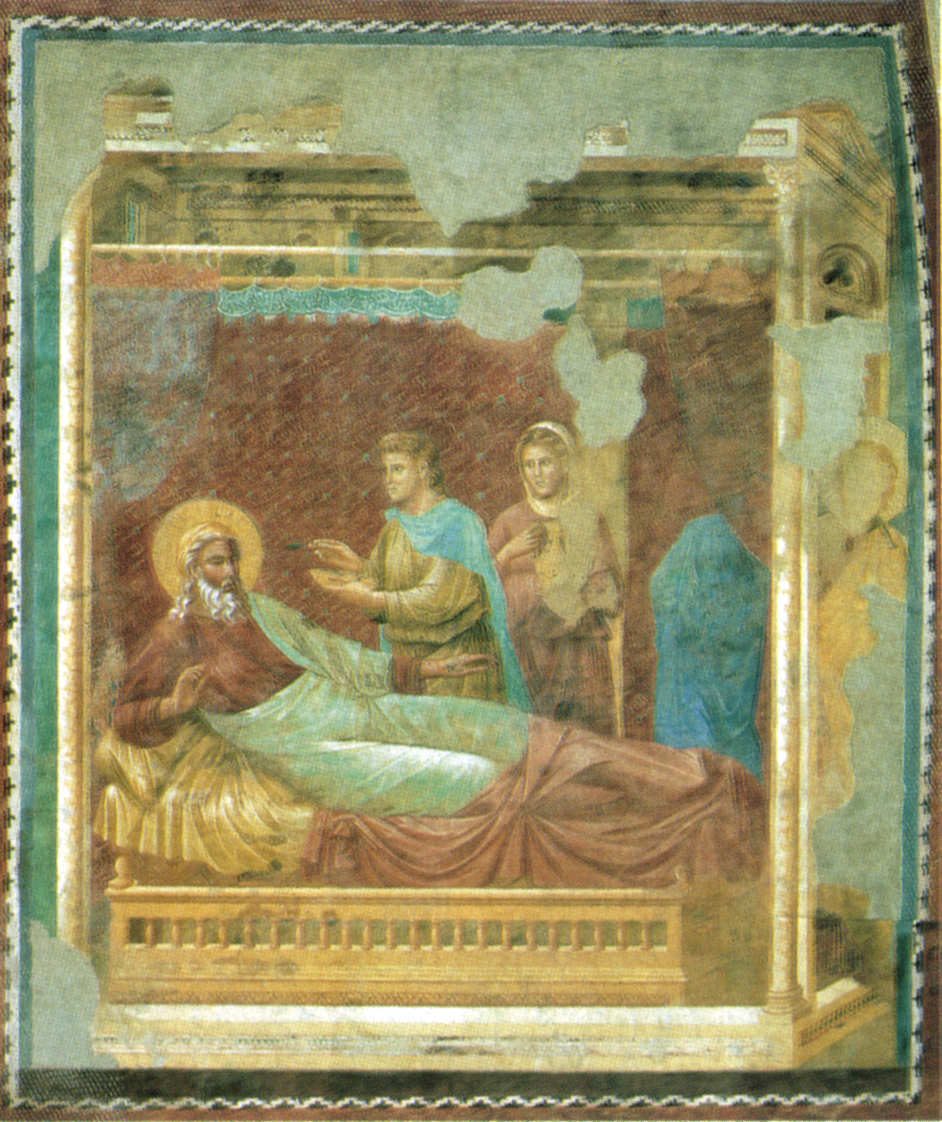
Maestro d'Isacco, Isaac repousse Ésaü.

Dans les scènes de la Construction de l'Arche de Noé au Sacrifice d'Isaac, le décor est plus vivant et s'accompagne d'une plus grande tension, qui témoigne du travail de l'école de Cimabue.
Les scènes de la Bénédiction d'Isaac à Jacob (40) et d'Isaac rejette Esaü (41), en particulier, sont attribuées au peintre appelé Maestro d'Isacco. Les dessins des Histoires de Joseph, situés dans la première baie à droite, sont également attribués à ce peintre. L'importance de cet artiste anonyme est remarquable, et certains critiques ont suggéré la main du jeune Giotto.
L'extraordinaire plasticité des corps est nouvelle, définie par un contraste très fort et par l'évolution du drapé qui rappellent plus certains exemples sculpturaux que la peinture contemporaine : par exemple, les tons doux ne sont pas utilisés dans les cheveux, mais des contrastes nets avec des ombres sombres évoquent les œuvres de Nicola Pisano dans la chaire du Baptistère de Pise.
La construction de la scène dans l'espace est encore plus intéressante avec la fausse architecture agissant comme une « boîte » : son épaisseur interne et externe est visible grâce aux parois latérales en raccourci, tandis qu'à l'avant, elle est ouverte pour permettre de voir la scène. Il existe deux niveaux de profondeur distincts, soulignés par la disposition différente des rideaux suspendus. Le lit d'Isaac crée alors un deuxième niveau représenté de manière similaire dans une sorte d'axonométrie. La lumière tombe uniformément de la gauche et laisse des zones qu'elle ne pourrait pas atteindre en réalité dans l'obscurité. Là encore, la représentation présente quelques contradictions (par exemple, les parois latérales divergent, plutôt que convergent, en profondeur), mais elle marque définitivement un point de départ pour les futures explorations tridimensionnelles de Giotto.
Certains ont également évoqué dans le Maestro d'Isacco, Arnolfo di Cambio en tant que peintre (inédit), même si l'attribution à Giotto est plus vraisemblable, étayée aussi par la comparaison avec certaines œuvres du maître dans lesquelles l'utilisation plastique présente un contraste très similaire (comme dans la Madone de Borgo San Lorenzo ou dans le Crucifix de Giotto à Santa Maria Novella).
D'autres scènes lui sont attribuées dans les Histoires de l'Ancien Testament, comme Joseph descendu dans le puits (42), la Découverte de la coupe volée dans le sac de Benjamin (43), l'Assassinat d'Abel (35), la voûte des Docteurs de l'Église (95) et l'arc avec les saints (96).

#### Ancien et Nouveau Testament

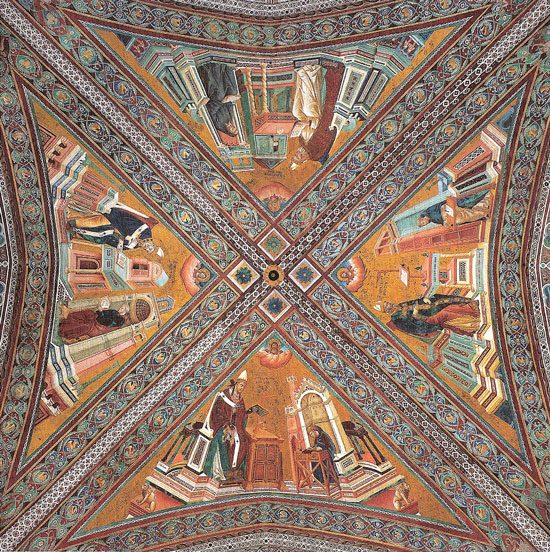
La voûte des Docteurs de l'Église

Le côté sud des fresques du Nouveau Testament, sur le registre supérieur, illustrent la vie du Christ de l'Annonciation (44) jusqu'aux Noces de Cana (52) tandis que, sur la contre-façade, se trouvent  l'Ascension (60) et la Pentecôte (61). Sur l'envers de la façade se trouvent également les médaillons avec la Madonna col Bambino ridente et les Anges (64), ainsi que, dans le registre supérieur, Saint Pierre (62) et Saint Paul (63), tous généralement attribués au jeune Giotto (ou du moins au Maître des histoires de saint François) dans une phase précédant immédiatement la décoration du registre inférieur avec la Vie de saint François.
La quatrième travée (gravement endommagée par le tremblement de terre de 1997) présente la voûte des Docteurs de l'Église (95), chacun assis avec un scribe à proximité : saint Jérôme, saint Augustin, saint Grégoire et saint Ambroise ; le travail est attribué à des artisans coordonnés par le Maestro d'Isacco.

#### Histoires de saint François
Les grandes scènes avec les Histoires de saint François occupent toute la partie centrale de la nef. Elles ont probablement été peints entre 1290 et 1295 par un grand nombre de peintres issus, selon certains historiens, de l'école romaine, tandis que selon d'autres, leur origine se trouve dans la peinture florentine, réalisées par des artistes dirigés par Giotto.

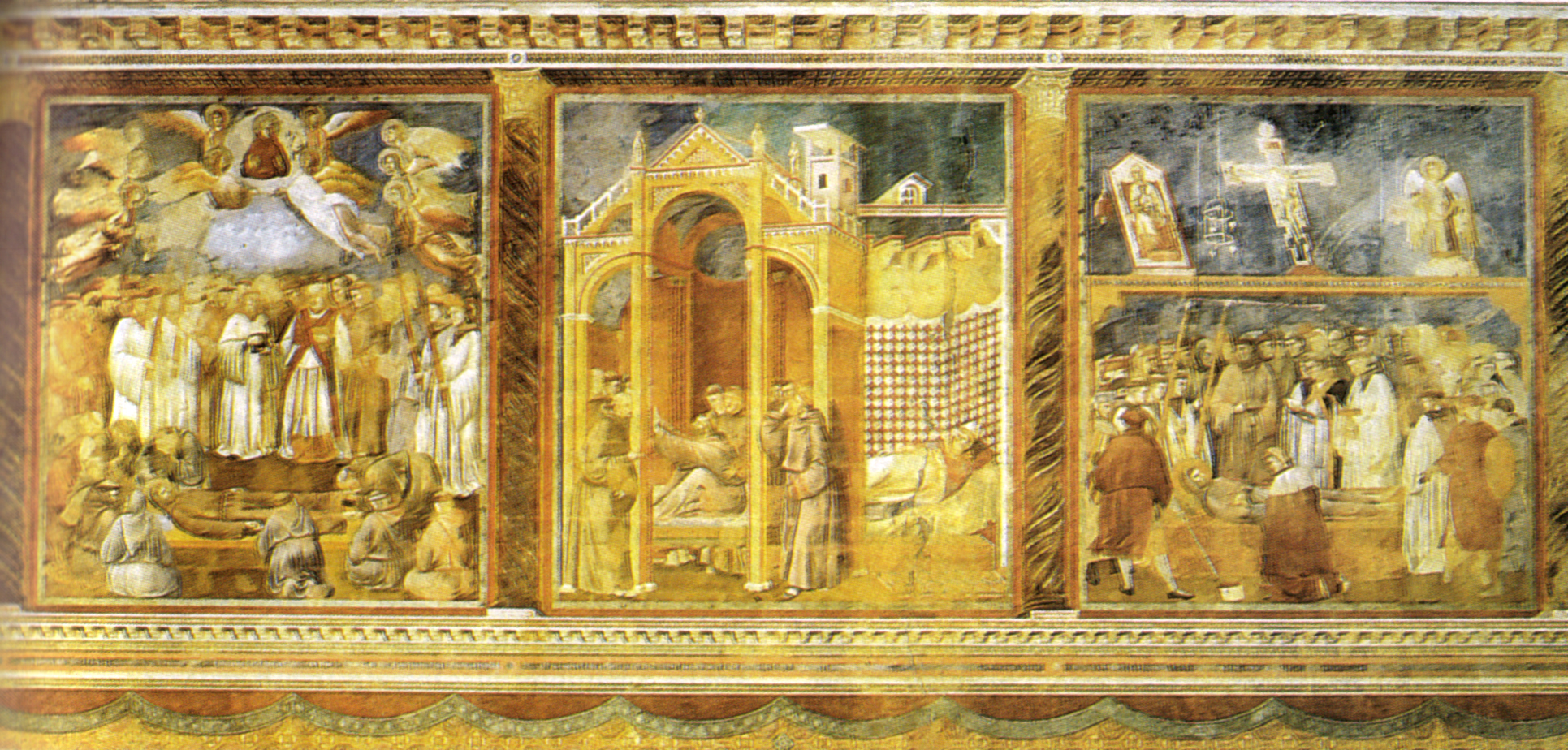
Mise en image des Histoires de saint François.

Les scènes sont inscrites dans de fausses architectures rappelant l'œuvre du Maestro d'Isacco : sous une véritable corniche marcapiano, qui délimite le bas des arcs du registre supérieur, une série de corbeaux sont peints, soutenue par des colonnes illusionnistes torsadées à chapiteaux corinthiens, qui révèlent également un mince plafond à caissons. En bas, au niveau du spectateur, des rideaux suspendus sont peints. Entre les colonnes figurent les 28 scènes de la vie du saint, qui diffèrent donc des « tableaux » accrochés sur des murs à fond géométrique comme dans les cycles de fresques de l'école romaine présents dans le registre supérieur. Chaque scène mesure 230 × 270 cm et est peinte à la fresque avec des retouches à sec quasi inexistantes (ou perdues). La lecture des scènes commence près de l'autel le long du mur droit, se poursuit dans la contre-façade, et enfin sur le mur gauche jusqu'à l'autel. Les épisodes de la vie du saint qui sont représentés vont de sa jeunesse à sa mort et aux prétendus miracles posthumes, avec une alternance entre épisodes historiques officiels et légendes hagiographiques.
L'ensemble suscite encore la stupéfaction et il est difficile d'imaginer l'effet de l'incroyable série d'innovations introduites par ce cycle pictural qui rompt radicalement avec la peinture byzantine : disparition des préciosités pour elles-mêmes, de l'or, de la fixité des images, des symboles aux arcanes incompréhensibles pour les gens ordinaires. La vie quotidienne revient au centre de la peinture après avoir été exclue des cycles décoratifs pendant des siècles. Suivant l'enseignement franciscain, Giotto représente les faits avec simplicité et naturel, deux éléments qui ramènent sa peinture à l'essentialisme serein de la tradition classique, ouvrant ainsi la voie à peinture de la Renaissance.

##### Liste des scènes

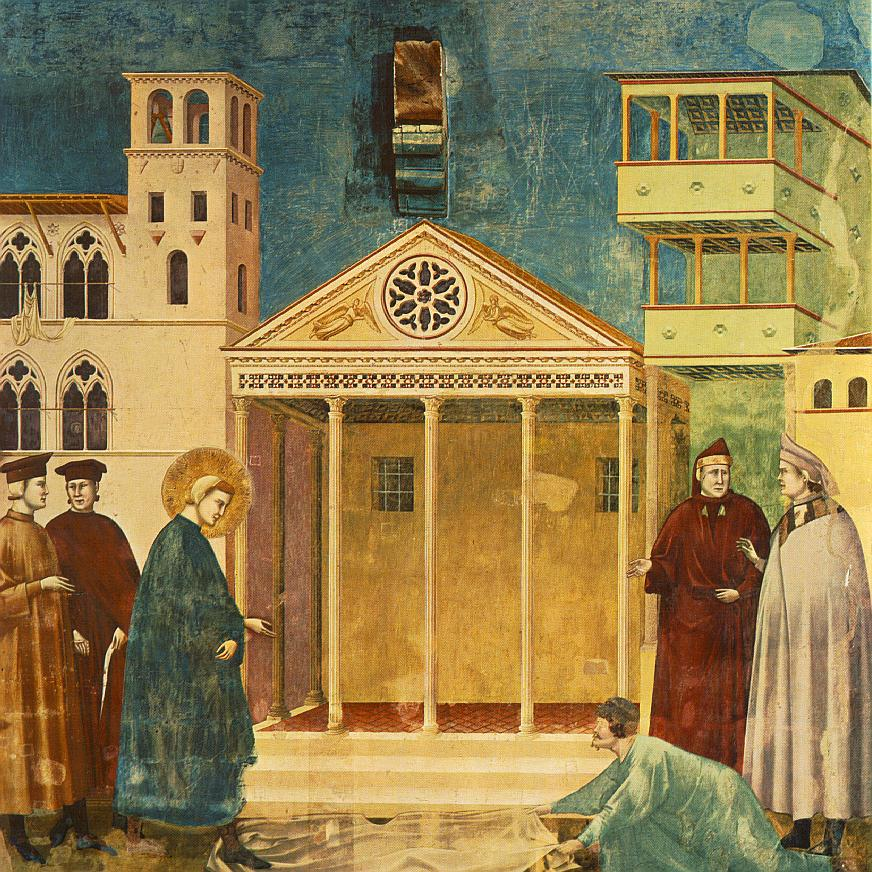
Hommage à l'homme simple.

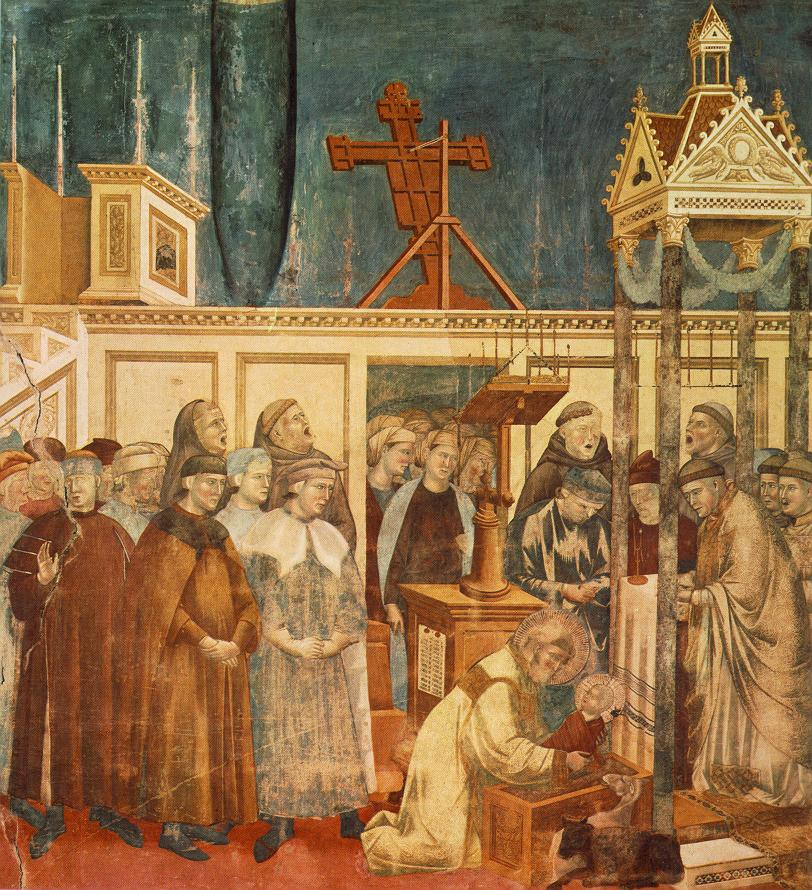
La Nativité de Greccio.

Selon les études les plus récentes, le cycle d'Assise semble être divisé en trois groupes distincts : le premier et le dernier avec sept tableaux chacun, le médian avec sept paires, soit  quatorze tableaux en tout.
Les sept premiers épisodes représentent le processus de conversion de saint François jusqu'à l'approbation de la règle. Le groupe central, considéré comme le principal, montre le développement de l'Ordre avec saint François et jusqu'à sa mort. Les sept derniers figurent les funérailles et la canonisation du saint, y compris les miracles post mortem jugés nécessaires pour permettre celle-ci. Dans le premier groupe, saint François est sans l'Ordre, dans le second il est avec l'Ordre, dans le troisième c'est l'Ordre qui continue son œuvre.
1. Hommage à l'homme simple (Registre majeur, I, 1) - Le tableau n'est pas de la main de Giotto
2. François donne son manteau à un pauvre (Registre majeur, I, 2). La couleur blanche du cheval et des colonnes est devenue noire en raison de l'oxydation de la couleur due à l'humidité
3. Rêve des armes (Registre majeur, I, 3)
4. Prière à San Damiano (Registre majeur, II, 1)
5. François renonce aux biens terrestres (Registre majeur, II, 1). Les personnages sont divisés en deux groupes bien définis, représentant le passé et l'avenir de François ; le jeune homme est représenté avec ses mains levées vers la main de Dieu qui apparaît au-dessus.
6. Rêve d'Innocent III (Registre majeur, III, 10). Au cours d'un rêve, le pape voit l'humble François tenant la basilique du Latran.
7. Innocent III confirme la règle franciscaine (Registre majeur, III, 10)
8. Apparition de François sur un char de feu (Registre majeur, IV, 4)
9. Vision des trônes (Registre majeur, VI, 6)
10. Expulsion des démons d'Arezzo (Registre majeur, VI, 9)
11. François devant le sultan (Registre majeur, IX, 8). François est soumis à l'épreuve du feu ; devant lui sont posés les précieux cadeaux que lui a donnés le sultan Al- Kâmil et que le moine refuse
12. François en extase (Registre majeur, X, 4)
13. Crèche de Greccio (Registre majeur, X, 7). Bien que des sources indiquent que l'événement a eu lieu à Greccio, dans le quartier de Rieti, le décor rappelle l'église inférieure d'Assise.
14. Miracle du printemps (Registre majeur, VII, 12)
15. Prêche aux oiseaux (Registre majeur, XII, 3)
16. Mort du chevalier de Celano (Registre majeur, XI, 4)
17. Prêche devant Honorius III (Registre majeur, XII, 7)
18. Saint François apparaît au chapitre d'Arles (Registre majeur, IV, 10)
19. François reçoit les stigmates (Registre majeur, XIII, 3)
20. Mort de saint François (Registre majeur, XIV, 6)
21. Visions du frère Augustin et de l'évêque d'Assise (Registre majeur, XIV, 6)
22. Jérôme examine les stigmates (Registre majeur, XV, 4)
23. Salutations de Claire et de ses compagnons à François (Registre majeur, XV, 5)
24. Canonisation de saint François (juillet 1228, bulle papale Mira vers nos )
25. François apparaît à Grégoire IX (Registre majeur, Mir. II, 1)
26. Guérison de l'homme d'Ilerda (Registre majeur, Mir. I, 5) - Le tableau n'est pas de la main de Giotto, peut-être du Maestro della Santa Cecilia
27. Confession de la femme ressuscitée (Registre majeur, Mir. II, 1) - Le tableau n'est pas de la main de Giotto, peut-être du Maestro della Santa Cecilia
28. François libère l'hérétique Pietro di Alife (Registre majeur, Mir. V, 4) - Le tableau n'est pas de la main de Giotto, peut-être du Maestro della Santa Cecilia

### Datation des fresques
La datation du cycle de fresques, qui constitue un moment capital de l'art italien et européen, a été (et le sera peut-être encore) très débattue et controversée.
Au XXe siècle, la plupart des critiques pensaient que les fresques les plus anciennes (transept et abside) ont été peintes en 1277-1280, suivies de celles de la nef réalisées dans la dernière décennie du XIIIe siècle. Toesca, Ragghianti, Volpe, Boskovitz, Bologne, Gnudi, Tomei et d'autres se sont exprimés en ce sens. Outre divers indices historiques et iconographiques, l'argument principal en faveur de cette datation est la présence des armoiries du pape de l'époque, Nicolas III, dans le segment de la voûte centrale qui représente l'évangéliste Marc et la ville de Rome. Les armoiries du pontife sont représentées sur la façade d'un bâtiment considéré comme le palais sénatorial (Capitole).
D'autre part, Nicholson, Brandi et Salvini, qui jugeaient probable l'exécution des fresques du transept et de l'abside dans les années du pontificat de Nicolas IV (1288-1292), le premier pape franciscain de l'histoire, très friand de la basilique principale, étaient d'un avis différent. L'analyse rigoureuse et scrupuleuse de Luciano Bellosi publiée en 2004 a permis de situer définitivement les fresques de l'abside et du transept à cette époque. Les arguments rapportés par Bellosi sont les suivants :
- les armoiries de Nicolas III sont trop petites et visibles uniquement avec de puissantes jumelles pour représenter un hommage au souverain pontife. Il est plus probable que Cimabue ait voulu peindre une reproduction fidèle du palais sénatorial qui à l'époque avait ces armoiries sur la façade.
- Nicolas IV est le premier pontife franciscain et son soutien à la basilique est attesté par huit bulles pontificales. Dans une bulle de 1288 en particulier, il a établi que toutes les donations faites par les pèlerins visitant Assise étaient investies dans la décoration de l'église.
- La décoration de la basilique est homogène d'un point de vue thématique et ornemental et résulte d'un programme clairement unifié : les fresques de l'abside et du transept ne peuvent pas être trop éloignées de celles de la nef qui datent précisément de 1290-1300.
- Les auréoles sont en relief et rayonnés. Aucun cycle de fresques avant 1284 ne montre des auréoles de ce type, alors qu'il devient l'usage après les fresques d'Assise.
- La narine dans les têtes pliées aux « trois quarts » n'est plus un simple épaississement du bord du nez comme dans les œuvres de Cimabue datant d'environ 1280 telles que la Maestà du Louvre, le crucifix de Santa Croce ou les mosaïques du baptistère Saint-Jean de Florence. Les fresques d'Assise montrent une sorte d'incision à l'intérieur du nez, comme dans la Maestà di Santa Trinita et dans la mosaïque de l'abside de la cathédrale de Pise, qui sont les dernières œuvres de Cimabue qui nous sont parvenues.
- La scène de la Vierge assise sur le trône céleste avec Jésus-Christ montre une représentation frontale du trône, avec les deux côtés ouverts comme les pages d'un livre. Une telle représentation du trône ne se trouve que dans la Maestà di Santa Trinita (1290-environ 1300), tandis que la Maestà du Louvre (environ 1280) et la Maestà di Santa Maria dei Servi (environ 1281-1285) montrent un trône sur le côté. Duccio di Buoninsegna, à l'époque encore jeune et élève de Cimabue, représente des trônes de côté dans la Madone Rucellai de 1285 et dans le vitrail du Duomo de Sienne (1287-1288), tandis que dans les œuvres suivantes, il représente des trônes frontaux.
- les soi-disant franciscains spirituels, invoquant l'enseignement direct de la pauvreté de saint François, refusèrent d'enrichir les lieux de culte franciscains d'œuvres d'art. La ligne spirituelle prévalut lors du chapitre général de Narbonne (1260) et de nouveau lors du chapitre général d'Assise de 1279 lorsque le choix aniconique (sans images de la divinité) fut réaffirmé. Cependant, l'église a été déclarée basilique papale par le pape Nicolas IV, outrepassant les normes franciscaines sur la pauvreté et la sobriété.

## Vitraux

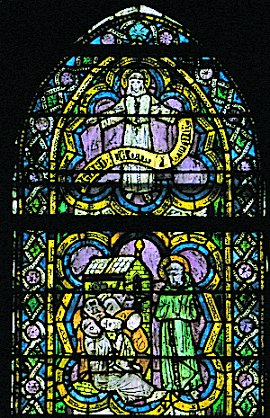
Maestro di San Francesco (attr.), Sant'Antonio predica al Capitolo di Arles quando appare San Francesco

Les quelques fragments récupérés des fouilles de l'abbaye de Saint-Vincent du Volturne, de l'abbaye de Fruttuaria et de la torre Civica de Pavie témoignent de l'existence de vitraux peints en grisaille en Italie dès les XIe – XIIe siècle, probablement les premiers vitraux figuratifs. La rareté de ces découvertes fait cependant de la basilique d'Assise le noyau des vitraux les plus anciens qui nous soient parvenus, y situant donc le point de départ de l'histoire du vitrail italien.
Le vitrail à quatre panneaux colorés du transept gauche date de la fin du XIIIe siècle (Histoires de la Genèse et des saints), et son dessin soigneux est attribué à un maître possiblement français. Les trois fenêtres à meneaux derrière l'autel présentent, à partir de la gauche, les Concordances entre l'Ancien et le Nouveau Testament, la Vie de Jésus et les Histoires de la Passion, toutes attribuées à des maîtres allemands et datables au milieu du XIIIe siècle. Le vitrail à quatre panneaux colorés du transept droit montrant les Apparitions angéliques et du Christ, attribuées au dessin du maître de San Francesco et de ses collaborateurs, date de la seconde moitié du XIIIe siècle.
Dans la nef, à partir de l'entrée en partant de la droite, se trouvent Saint François, saint Antoine et des récits de leur vie à partir d'un carton peut-être par le maître de San Francesco ou par un maître romain de la fin du XIIIe siècle, suivis par les Apôtres Bartolomeo et Matteo et les récits de leur vie par le maître de San Francesco, puis par, Saints Jean l'Évangéliste et Thomas, et enfin, d'autres figures d'apôtres, tous attribués aux verriers français.
Sur le côté gauche, toujours à partir de l'entrée, se trouvent : le Rédempteur, la Vierge et la glorification de saint François, les prophètes et les saints (tous deux attribués au maître de San Francesco ), les Saints Philippe et Jacques le mineur et les saints Simon et Judas Taddeo, également attribués au maître de San Francesco, avec d'importantes restaurations modernes.

## Mobilier

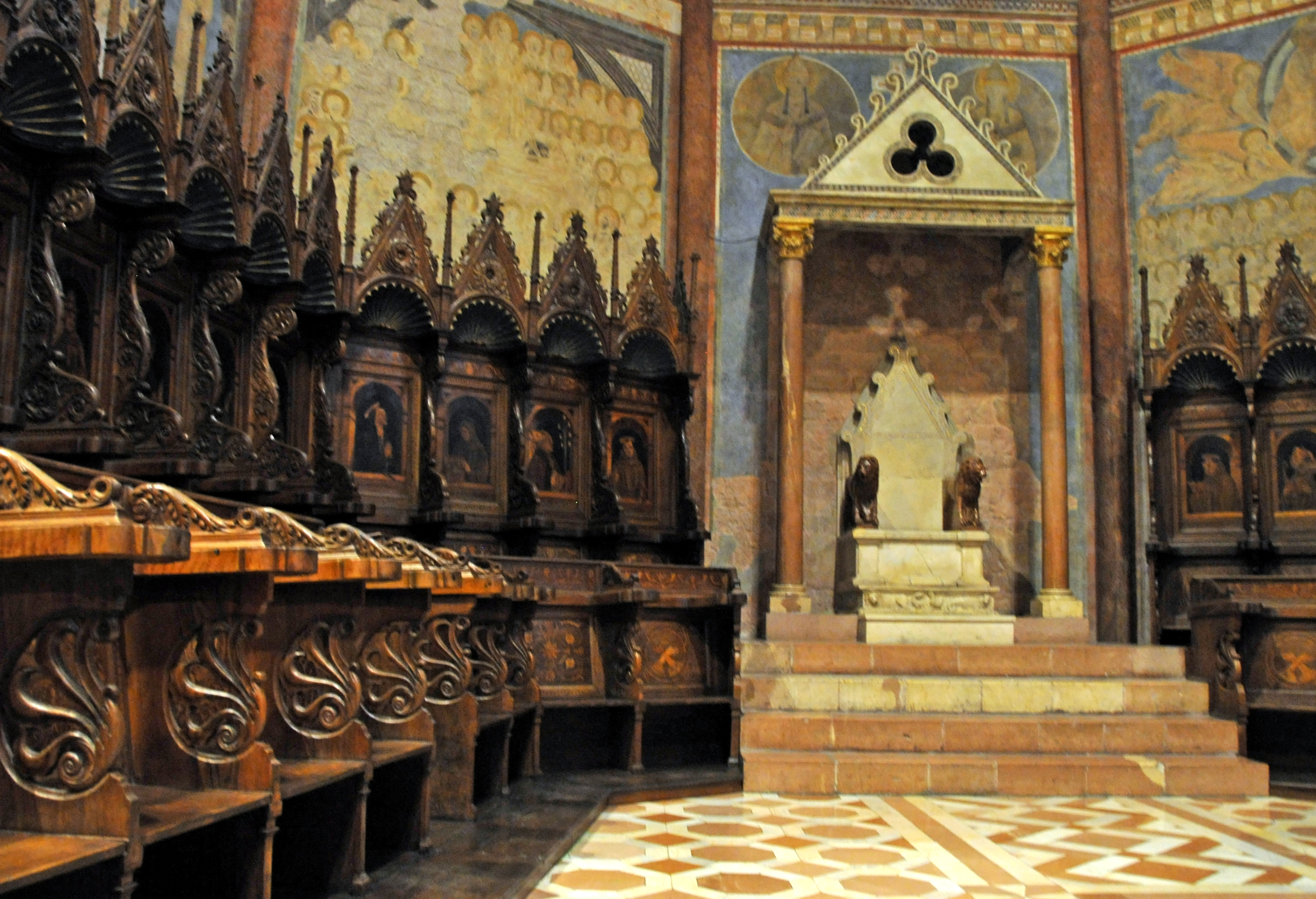
La cathèdre et le chœur.

La cathèdre aux décorations cosmatesques a été construite au XIIIe siècle en assemblant divers éléments. Le maître-autel, consacré en 1253 par Innocent IV, présente des panneaux en marbre et des décorations cosmatesques : détruit par l'effondrement des voûtes le surplombant lors du tremblement de terre du 26 septembre 1997, il a été fidèlement reconstruit à l'identique.
Le chœur en bois est une œuvre sculptée remarquable de style gothico-Renaissance de Domenico Indivini aidé de son frère Nicola, de Pierantonio et Francesco Acciccaferro, et de Giovanni di Pierjacopo, datée de 1491-1501. Il est composé de 102 stalles, ornées de bustes de personnalités appartenant aux Frères mineurs et à l'Ordre franciscain en général, qui se sont particulièrement illustrées, dont le pape Sixte IV.
À gauche du portail d'entrée, le bénitier date de la fin du XIIIe siècle. Près du dernier pilier sur la gauche, une chaire en marbre avec des colonnes torsadées et des figures de saints dans des tabernacles, a été exécutée par un artiste ombrien de la première moitié du XIVe siècle. saint Bernardin de Sienne y a prêché en 1426 et 1427, et saint Jean de Capistran en 1430.

## Orgue
Un orgue à tuyaux Mascioni opus 1053, construit en 1982, est installé dans la basilique. Avec trois claviers de 61 touches chacun et un pédalier de 32, il est à entraînement électrique. Les tuyaux n'ont aucun affichage et sont tous placés derrière les stalles du chœur, qui les cachent complètement de la vue ; la console, par contre, se trouve dans le transept droit. 

### Organistes de la basilique
Piergiovanni Domeneghini est premier organiste de la Chapelle musicale et Alessandro Bianconi, deuxième organiste.

## Source de traduction
- (it) Cet article est partiellement ou en totalité issu de l’article de Wikipédia en italien intitulé « Basilica superiore di San Francesco d'Assisi » (voir la liste des auteurs).